# والتر بينهيرو
والتر بينهيرو (بالبرتغالية: Walter Pinheiro‏) هو سياسي برازيلي، ولد في 25 مايو 1959 بسالفادور في البرازيل. حزبياً، نشط في حزب العمال البرازيلي. انتخب عضو مجلس النواب البرازيلي ‏ وانتخب عضو مجلس الشيوخ من البرازيل.